# 玩命快遞：肆意橫行
《玩命快遞：肆意橫行》（英語：The Transporter Refueled），英文舊片名為，是一部於2015年上映的法國與中國合拍動作驚悚片，為卡尼爾·戴麥納執導，盧·貝松和馬克·高監製，比爾·克爾吉與亞當·庫柏撰寫劇本。本片為「玩命快遞系列」的第四部作品和該系列的前傳。由艾德·斯克林、雷·史蒂文森、蘿安·雀波諾、加百利·萊特、阿納托勒·陶爾曼和文霞主演。
本片於2014年8月1日在法國的巴黎開始拍攝。電影於2015年9月4日在美國上映。

## 劇情
在法國的黑社會中闖蕩，法蘭克·馬丁（艾德·斯克林飾演）18歲時，就是個頗有名氣的「快遞員」，只要有錢就可以聘僱他送貨，而且絕對使命必達，未有差池。法蘭克接快遞任務嚴守三項規則：不改變交易細節、不過問雙方姓名、不在乎快遞內容。直到他遇到暴力集團的首領─神秘的蛇蠍美人安娜；安娜抓住法蘭克的父親要脅聽命合作，法蘭克身不由己走入圈套之中，並揭露超級快遞員－法蘭克·馬丁的年少時，不為人知的祕密。

## 演員
- 艾德·斯克林 飾 法蘭克·馬丁（Frank Martin）
- 雷·史蒂文森 飾 老法蘭克·馬丁（Frank Martin Sr.）
- 蘿安·雀波諾 飾 安娜（Anna）
- 加百利·萊特 飾 吉娜（Gina）
- Radivoje Bukvić 飾 Karasov
- 阿納托勒·陶爾曼 飾 史坦尼斯·特金（Stanislav Turgin）
- Tatjana Pajković 飾 瑪麗亞（Maria）
- 文霞 飾 Qiao
- Lenn Kudrjawizki 飾 李歐·艾馬莎瓦（Leo Imasov）

## 發行
電影起初的上映日為2015年3月6日，2014年11月5日，歐羅巴影業將日期移至2015年6月19日。2015年4月1日，歐羅巴影業又將日期改為2015年9月4日。

## 反響
在台灣雖取得當周票房冠軍，但美國與其他國家，不論專業影評或一般觀眾的評價都奇差無比，爛番茄評級18%，Metacritic得分31，普遍認為斯克林的表現和飛車戲尚可，但劇情薄弱、對白生硬、人物毫無魅力。美國首周票房慘淡，美國710萬美元（排名當周第五）、全球1000萬美元，被視為嚴重失敗作。因此台灣片商在首周上映後只能以「擊敗了《衝出康普頓》和《不可能的任務5》」等字眼宣傳，刻意忽略掉後兩部電影各自上映已達四周與六周，累計票房分別為1.48億與1.80億美元，而《玩命快遞：肆意橫行》一個月的全球累計票房卻只有三千兩百多萬美元。
中国大陆首周3天收7000万人民币列第四位，最终累计1.27亿。

## 外部連結
- 官方網站
- 互联网电影数据库（IMDb）上《玩命快遞：肆意橫行》的资料（英文）
- Box Office Mojo上《玩命快遞：肆意橫行》的資料（英文）
- 爛番茄上《玩命快遞：肆意橫行》的資料（英文）
- AllMovie上《玩命快遞：肆意橫行》的资料（英文）
- Metacritic上《玩命快遞：肆意橫行》的資料（英文）
- Yahoo奇摩電影上《玩命快遞：肆意橫行》的資料（繁體中文）
- 開眼電影網上《玩命快遞：肆意橫行》的資料（繁體中文）
- 时光网上《玩命快遞：肆意橫行》的資料（简体中文）
- 豆瓣电影上《玩命快遞：肆意橫行》的資料 （简体中文）